# 2019-es wimbledoni teniszbajnokság
A 2019-es wimbledoni teniszbajnokság az év harmadik Grand Slam-tornája, amelyet 133. alkalommal rendeznek meg 2019. július 1−14. között Londonban. A mérkőzésekre az All England Lawn Tennis and Croquet Club wimbledoni füves pályáin kerül sor a klub és a Nemzetközi Teniszszövetség (ITF) közös rendezésében. A versenyen elért eredmények alapján szerzett pontok beszámítanak a WTA és az ATP pontversenyébe.
A férfiaknál a címvédő a szerb Novak Đoković volt, aki a döntőben Roger Federer elleni ötjátszmás mérkőzésen megvédte címét. A nőknél az előző évi győztes a német Angelique Kerber volt, aki a második körben búcsúzott a tornától, miután kikapott az amerikai Lauren Davistől.
A nők versenyét a román Simona Halep nyerte, miután a döntőben 6–2, 6–2 arányban legyőzte Serena Williamst.
A magyarok közül a férfiaknál Fucsovics Márton a főtáblán indulhatott, és a 2. körig jutott. Balázs Attila a selejtezőben a 3. körig jutott, míg a nőknél Babos Tímea, és Bondár Anna a selejtező 1. körén, Stollár Fanny a 2. körén nem jutott túl. Női párosban Babos Tímea Kristina Mladenoviccsal párban a főtáblán az első kiemeltként indulhatott, és az elődöntőig jutott. Stollár Fanny a tunéziai Unsz Dzsábirral az első körben kaptak ki a később a döntőig jutó, az elődöntőben a címvédő párost is kiverő Gabriela Dabrowski–Hszü Ji-fan párostól. A juniorok között Nagy Adrienn és Makk Péter junior világranglista helyezésük alapján a főtáblán indulhattak, mellettük Tóth Amarissa a selejtezőben harcolta ki a jogot az egyéni főtáblán indulásra, azonban egyikőjük sem jutott az első körön tovább. Párosban a lányoknál Nagy Adrienn harmadik kiemeltként indult és a második körben esett ki, Tóth Amarissa a negyeddöntőig jutott. A fiúknál Makk Péter indult a páros versenyben, de az első körben búcsúzott.

## Világranglistapontok
| Eredmény           | Férfi egyes | Férfi páros | Női egyes | Női páros |
| ------------------ | ----------- | ----------- | --------- | --------- |
| Győzelem           | 2000        | 2000        | 2000      | 2000      |
| Döntő              | 1200        | 1200        | 1300      | 1300      |
| Elődöntő           | 720         | 720         | 780       | 780       |
| Negyeddöntő        | 360         | 360         | 430       | 430       |
| 16 között          | 180         | 180         | 240       | 240       |
| 32 között          | 90          | 90          | 130       | 130       |
| 64 között          | 45          | 0           | 70        | 10        |
| 128 között         | 10          | –           | 10        | –         |
| Főtáblára jutás    | 25          | –           | 40        | –         |
| Selejtező (3. kör) | 16          | –           | 30        | –         |
| Selejtező (2. kör) | 8           | –           | 20        | –         |
| Selejtező (1. kör) | 0           | –           | 2         | –         |

## Pénzdíjazás
A torna teljes díjazása 2019-ben 38 000 000 angol font, amely 11,76%-os emelkedés az előző évihez képest. A férfi és női egyéni győztes 2,35 millió angol fontot kap, 100 000 fonttal többet, mint az előző évben, de a párosok díjazása is emelkedik.
| Eredmény           | Egyes*      | Páros**                   | Vegyes páros**            |
| Győzelem           | 2 350 000 £ | 540 000 £                 | 116 000 £                 |
| Döntő              | 1 175 000 £ | 270 000 £                 | 58 000 £                  |
| Elődöntő           | 588 000 £   | 135 000 £                 | 29 000 £                  |
| Negyeddöntő        | 294 000 £   | 67 000 £                  | 14 500 £                  |
| 16 között          | 176 000 £   | 32 000 £                  | 7000 £                    |
| 32 között          | 111 000 £   | 19 000 £                  | 3500 £                    |
| 64 között          | 72 000 £    | 12 000 £                  | 1750 £                    |
| 128 között         | 45 000 £    | –                         | –                         |
| Selejtező (döntő)  | 22 500 £    | *Nemenként **Csapatonként | *Nemenként **Csapatonként |
| Selejtező (2. kör) | 13 250 £    | *Nemenként **Csapatonként | *Nemenként **Csapatonként |
| Selejtező (1. kör) | 7000 £      | *Nemenként **Csapatonként | *Nemenként **Csapatonként |

## Döntők

### Férfi egyes
- Novak Đoković –  Roger Federer 7–6(5), 1–6, 7–6(4), 4–6, 13–12(3)

### Női egyes
- Simona Halep –  Serena Williams 6–2, 6–2

### Férfi páros
- Juan Sebastián Cabal /  Robert Farah –  Nicolas Mahut /  Édouard Roger-Vasselin 6–7(5), 7–6(5), 7–6(6), 6–7(5), 6–3

### Női páros
- Hszie Su-vej /  Barbora Strýcová –  Gabriela Dabrowski /  Hszü Ji-fan 6−2, 6−4

### Vegyes páros
- Ivan Dodig /  Latisha Chan –  Robert Lindstedt /  Jeļena Ostapenko 6−2, 6−3

### Juniorok
Fiú egyéni
- Shintaro Mochizuki –  Carlos Gimeno Valero, 6–3, 6–2

Lány egyéni
- Darija Sznyihur –  Alexa Noel, 6−4, 6−4

Fiú páros
- Jonáš Forejtek /  Jiří Lehečka –  Liam Draxl /  Govind Nanda, 7−5, 6−4

Lány páros
- Savannah Broadus /  Abigail Forbes –  Kamilla Bartone /  Okszana Szelehmetyeva 7–5, 5–7, 6–2